# Dulé Hill
Karim Dulé Hill, född 3 maj 1975 i Orange i New Jersey, är en amerikansk skådespelare.

## Filmografi i urval
- 1993 – Sugar Hill
- 1994 – Spanarna (TV-serie) (1 avsnitt)
- 1995 – All My Children (TV-serie) (1 avsnitt)
- 1998 – Smart Guy (TV-serie) (1 avsnitt)
- 1999 – She's All That
- 1999–2006 – Vita huset (TV-serie) (137 avsnitt)
- 2000 – Men of Honor
- 2003 – Ett hål om dagen
- 2004 – 10.5 (TV-serie) (två avsnitt)
- 2005 – Sexual Life
- 2005 – Edmond
- 2006 – The Guardian
- 2006–2014 – Psych (TV-serie) (120 avsnitt)
- 2015–2017 – Ballers (TV-serie) (18 avsnitt)
- 2017–2019 – Suits (TV-serie) (35 avsnitt)
- 2025 – Good American Family (TV-serie) (5 avsnitt)